# Conasprella roberti
Conasprella roberti é uma espécie de caracol marinho, um molusco gastrópode marinho na família Conidae. Estes caracóis são predatórios e venenosos.

## Descrição
O tamanho da casca atinge 50 mm.

## Distribuição
Esta espécie marinha pode ser encontrada em Guadalupe.